# Anna Exl
Anna Exl, gebürtige Anna Gstöttner, (* 3. August 1882 in Innsbruck, Österreich-Ungarn; † 15. November 1969 ebenda) war eine österreichische Theater- und Filmschauspielerin. 

## Leben
Anna Exl war Frau des Gründers und Direktors der Exl-Bühne, Ferdinand Exl. Am 24. Juni 1939 beantragte sie die Aufnahme in die NSDAP und wurde zum 1. Dezember desselben Jahres aufgenommen (Mitgliedsnummer 7.292.599). Ab 1941, kurz vor dem Tod ihres Mannes, übernahm sie diese Bühne, an der sie langjährig als Schauspielerin tätig war, gemeinsam mit ihrer Tochter Ilse. Anna Exl war auch Ehrenmitglied des Tiroler Landestheaters in Innsbruck. Als Schauspielerin spielte sie auch in einigen, meist heimatbezogenen, Filmen mit.
Exls jüngere Schwester Mimi Gstöttner-Auer war ebenfalls als Schauspielerin im Film und auf der Exl-Bühne tätig. Sie stand 1944 in der Gottbegnadeten-Liste des Reichsministeriums für Volksaufklärung und Propaganda. 1957 wurde sie mit dem Ehrenring der Stadt Innsbruck ausgezeichnet.

## Filmografie
- 1913: Die Todesbraut (Speckbacher)
- 1921: Glaube und Heimat
- 1928: Kaiserjäger
- 1940: Die Geierwally
- 1941: Der Meineidbauer
- 1944/48: Ulli und Marei
- 1947: Erde
- 1951: Was das Herz befiehlt
- 1952: Straße zur Heimat
- 1956: Zärtliches Geheimnis
- 1958: Die singenden Engel von Tirol (Sag ja, Mutti)